# Ceratuncus danubiella
Ceratuncus danubiella är en fjärilsart som beskrevs av Mann 1866. Ceratuncus danubiella ingår i släktet Ceratuncus och familjen äkta malar. Inga underarter finns listade i Catalogue of Life.